# Xã Nevada, Quận Palo Alto, Iowa
Xã Nevada (tiếng Anh: Nevada Township) là một xã thuộc quận Palo Alto, tiểu bang Iowa, Hoa Kỳ. Năm 2010, dân số của xã này là 107 người.